# Hardwell & Friends EP Vol. 1
Hardwell & Friends EP Vol. 1 ist die erste von zwei EPs, dessen Veröffentlichungen für das Jahr 2017 angesetzt sind. Die Veröffentlichung des so genannten „Volume 1“ erfolgte am 28. Juli 2017 über das Musiklabel „Revealed Recordings“. Als Hauptinterpret ist der niederländischen DJ und Produzent Hardwell angegeben, in dem Zusatz „Friends“ sind eine Reihe an Kollaborationspartnern inbegriffen.

## Hintergrund
Hardwell kündigte die Veröffentlichung von zweier EPs erstmals am 10. Juni 2017 während eines Interviews beim Ultra Singapore an. Im gleichen Zuge gab er bekannt, dass das Lied Badam mit Henry Fong und Mr. Vegas Teil dieser sein wird. Allerdings war der Track nicht in der Tracklist des ersten Teils aufgeführt. Mitte Juli 2017 erschien das Cover des ersten Volumes im Internet. Auf diesem sind neben Hardwell jeder einzelne Kooperationspartner der auf der EP mitwirkte zu sehen. Lediglich M.Bronx, Sänger des Liedes All That We Are Living For und Anthony B Urheber eines Samples, das in Police (We Ain’t Ready) verwendet wird, sind nicht auf dem Cover abgebildet. Während der 326. Episode seines „Hardwell-On-Air“-Podcasts, verkündete er, dass er die Tracks der EP Tag für Tag zwischen dem 24. und 28. Juli 2017 als Single veröffentlichen wolle. Während des Podcast hat er einen Einblick in die gesamte Tracklist gewährt.
Gerüchte besagten, dass die beiden EPs als Stellvertreter für das diesjährige Volumen der jährliche Hardwell-presents-Revealed-Kompilationen agieren. Auf Instagram gab Hardwell jedoch bekannt, dass er mit dem Mixing der achten Kollaboration beschäftigt sei, und entkräftete die Gerüchte entsprechend.

## Singles
Bevor die EP veröffentlicht wurde, veröffentlichte Hardwell die gesamte Tracklist als Singles auf unter anderem Spotify und iTunes. Die einzelnen Cover bestehen aus Pressefotos der Künstler. Nur M.Bronx und Anthony B sind nicht auf den Covern von All That We Are Living For und Police (You Ain’t Ready) zu sehen.
- We Are Legends war die erste Single der EP. Sie wurde am 24. Juli 2017 veröffentlicht. Erstmals gespielt wurde sie im Castello A Mare, Palermo, Italien im Juni 2016, wobei dies in Form einer Instrumentalversion erfolgte. Die Vocals wurden im Winter 2016 hinzugefügt und im Januar 2017 erstmals präsentiert.
- We Are One wurde einen Tag später veröffentlicht und am Ultra Music Festival 2016 erstmals gespielt. Es ist eine der ältesten Produktionen der EP und wurde während des ersten Jahres ebenfalls lediglich als Instrumentalversion gespielt. Später im Jahr 2016 prognostizierten Fans des Liedes auf Grund mehrerer Live-Sets, dass das Lied in Zusammenarbeit mit dem niederländischen DJ Armin van Buuren entstand. Dieser gab jedoch in einem Q&A bekannt, dass er nichts mit dem Track zu tun hätte und verwies auf W&W, die tatsächlich in den Credits aufgeführt sind. Am 20. Juni 2017 wurde das Lied bereits in verschiedenen asiatischen Ländern mit den Vocals der taiwanesischen Mandopop-Sängerin Jolin Tsai veröffentlicht. Die finale Revealed-Version wird jedoch von Alexander Tidebrink gesungen, erhielt allerdings weniger positives Feedback, als die Stimme von Tsai.
- Police (You Ain’t Ready) wurde am 25. Juli 2017 als dritte Single veröffentlicht. Es wurde gemeinsam mit dem portugiesischen DJ Kura produziert, mit dem Hardwell bereits einmal für das Lied Calavera kollaborierte. Der erste Drop des Track wurde bereits im Januar 2015 während einer Episode von Kuras Radiosendung „Ambush Radioshow“ vorgestellt. Zu diesem Zeitpunkt wurden die Interpreten als „ID“ gekennzeichnet. Hardwell spielte dann die überarbeitete Version erstmals im Electric Zoo, bestehend aus einem Drop im Hardstyle- und einem Drop im Trap-Stil. Der Break des Liedes besteht aus einem Sample von Anthony Bs Track Police aus dem Jahr 2002.
- All That We Are Living For, folgte am 27. Juli. Der Track entstand in Zusammenarbeit mit dem niederländischen Hardstyle-DJ Atmozfears und Sänger M.Bronx. Das Songwriting übernahm ein Autorenteam. Nachdem Hardwell und Atmozfears Ende 2015 die Zusammenarbeit ankündigten, mutmaßten viele Fans, dass Wake Up Call das Ergebnis aus dieser wäre. Während der letzten „I-Am-Hardwell“-Show am Hockenheimring in Deutschland, holte Hardwell jedoch Atmozfears mit den Worten „Das ist der Song auf den ihr alle gewartet habe […] macht Lärm für the one and only Atmozfears“ auf die Bühne, um All That We Are Living For dort zu premieren.
- Smash This Beat wurde am 28. Juli als finale Single der EP veröffentlicht. Hinter dem Track steckt eine Zusammenarbeit mit dem Newcomer Maddix, der seit 2016 Teil von Hardwells Label ist. Das Lied stellt mit seiner Premiere beim Ultra Music Festival den jüngsten Track der EP dar.

## Kritik
Die EP erhielt überwiegend positives Feedback. Gelobt wurden insbesondere die abwechslungsreiche Gestaltung des Musikstils und die Idee zwei in Form von zwei EPs eine Menge lang erwarteter Lieder zu veröffentlichen. Henry Einck vom Online-Magazin „Dance-Charts“ äußerte sich in dieser Hinsicht:

„Die erste Episode der EP-Reihe “Hardwell & Friends“ ist ein perfekter Einstand für Hardwell. In Zukunft werden mehr solcher EPs folgen und das ist auch gut so. Die erste EP wurde sehr individuell und abwechslungsreich gestaltet. Man hört nicht nur eine Seite von Hardwell, sondern gleich vier verschiedene Seiten. Die Kollaborationen sind nicht nur namhaft. Sie sind definitiv hörenswert. Egal ob Progressive House, Jungle Terror, Bigroom oder Hardstyle auf der Volume 1 findet man alles, was das Herz begehrt.“

## Titelliste
| #  | Titel                                                 | Autoren | Länge |
| -- | ----------------------------------------------------- | --- | ----- |
| 1. | We Are Legends (mit Kaaze & Jonathan Mendelsohn)      | Robbert van de Corput, Mick Peter Diddi Kastenholt, Jonathan Mendelsohn                                        | 4:20  |
| 2. | We Are One (feat. Alexander Tidebrink)                | van de Corput, Michael Alexander Tidebrink Stomberg, Wardt van der Harst, Willem van Hanegem, Robin van Loenen | 4:20  |
| 3. | Police (You Ain’t Ready) (mit Kura X Anthony B)       | van de Corput, Rúben de Almeida, LLoyd Kevin James, Keith Anthony Blair                                        | 3:42  |
| 4. | All That We Are Living For (mit Atmozfears & M.Bronx) | van de Corput, Tim van de Stadt, Rupert T Blackman, Dennis Bafoe, Cornelis T Tim Boomsma                       | 4:22  |
| 5. | Smash This Beat (mit Maddix)                          | van de Corput, Pablo Rindt                                                                                     | 3:56  |
|    |                                                       | Insgesamt: | 16:18 |